# Zwarte goean
De zwarte goean (Chamaepetes unicolor) is een vogel uit de familie sjakohoenders en hokko's (Cracidae). De wetenschappelijke naam van de soort is voor het eerst geldig gepubliceerd in 1867 door Salvin.

## Voorkomen
De soort komt voor in Costa Rica en Panama.

## Beschermingsstatus
Op de Rode Lijst van de IUCN heeft de soort de status niet bedreigd.